# Geniates spinolae
Geniates spinolae är en skalbaggsart som beskrevs av Hermann Burmeister 1844. Geniates spinolae ingår i släktet Geniates och familjen Rutelidae. Inga underarter finns listade i Catalogue of Life.